# 서라운드 비디오
서라운드 비디오(Surround Video)는 애플의 퀵타임 VR에 대항하기 위해 개발된 마이크로소프트의 기술로서, 파노라마 방식의 360도 3차원 영상을 만들 수 있다. 이 기술은 평론가들에 의해 퀵타임 VR과 동등한 것으로 평가를 받았다. 실제 최종 사용자 제품으로 배포된 적은 없으나 마이크로소프트는 서라운드 비디오 액티브X 컨트롤을 출시하였다.
서라운드 비디오 컨트롤은 카포인트와 익스피디아와 같은 웹사이트에 사용되었다. 파나로마 상호 작용을 위해 엔카르타 백과사전의 일부로도 사용되었다.
마이크로소프트의 비슷한 현대의 이니셔티브는 마이크로소프트 라이브 랩스 포토신스(Microsoft Live Labs Photosynth)이다.